# Vergeten tandkaak
De vergeten tandkaak (Enoplognatha latimana) is een spin die behoort tot de kogelspinnen.
De vrouwtjes worden 4 tot 6 mm groot, de mannetjes worden 3 tot 5 mm groot. Deze spin heeft meestal geen rode markeringen en minder of geen zwarte vlekken. Maar ondanks dat lijkt de soort heel erg op de gewone tandkaak. Beide soorten kunnen alleen van elkaar worden onderscheiden door genitaal onderzoek.